# Адам Жолкевський
Адам Жолкевський гербу Любич (пол. Adam Żółkiewski; пом. 1615) — галицький шляхтич, військовий та державний діяч Речі Посполитої.

## Життєпис
Батько — львівський підкоморій Микола Жолкевський, мати — дружина батька (ім'я невідоме). Молодший брат — Лукаш Жолкевський.
Посада — обозний коронний. 1611 року був комісаром для укладення договору про перемир'я з московитами. Був закоханий у Марціану Данилович — доньку руського воєводи Івана Даниловича. Через, на його думку, неможливість одружитися наклав на себе руки в Олеському замку 1615 року. Батько короля Яна ІІІ Якуб Собеський своїм коштом поставив йому надгробок з епітафією у Варшаві.